# Sint-Vincentius a Paulokerk (Boulogne-sur-Mer)

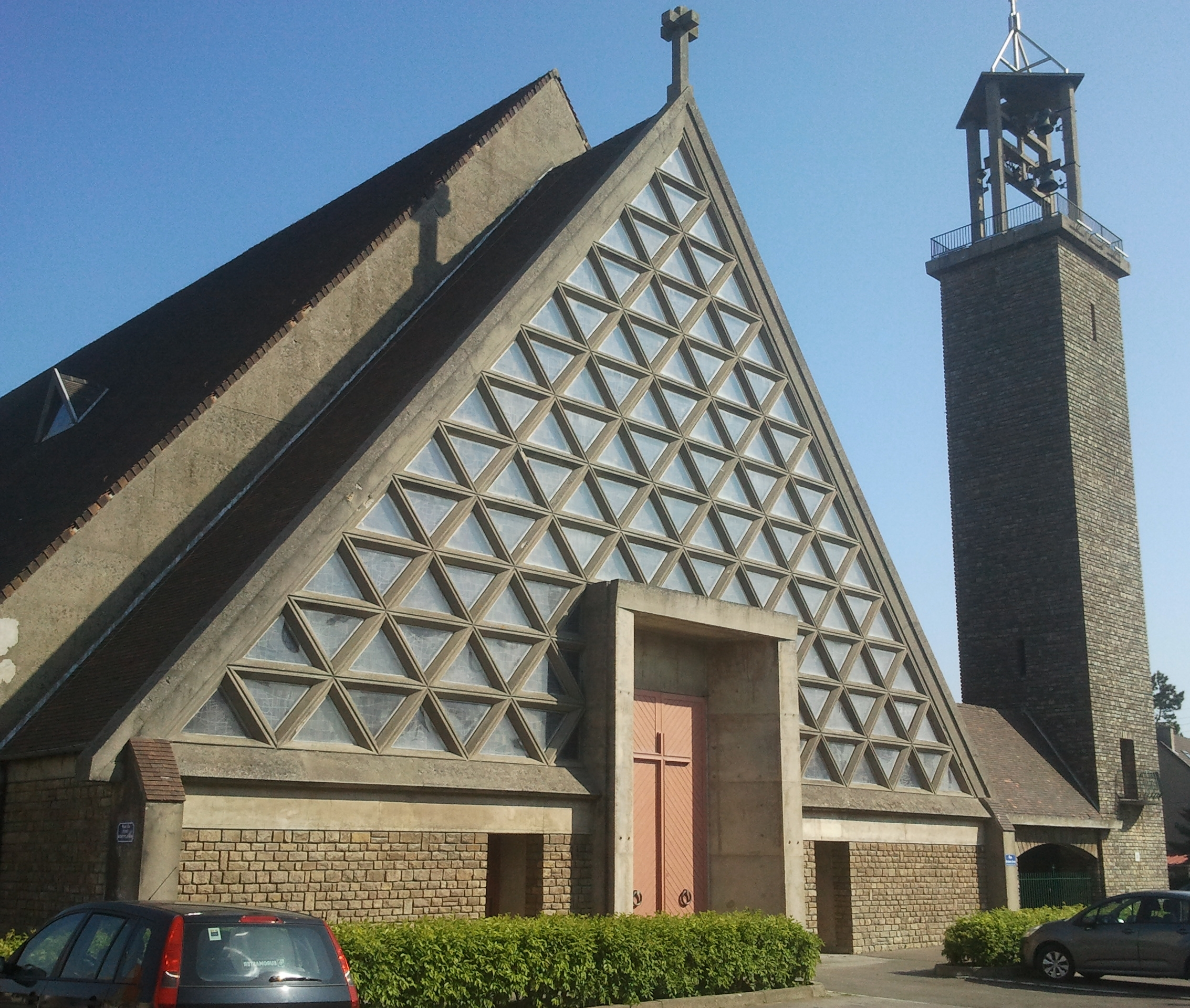
Sint-Vincentius a Paulokerk

De Sint-Vincentius a Paulokerk (Église Saint-Vincent-de-Paul) is een rooms-katholiek kerkgebouw in de tot het departement Pas-de-Calais behorende stad Boulogne-sur-Mer, gelegen aan het Place d'Estienne-d'Orves.

## Geschiedenis
Een eerste aan Sint-Vincentius a Paulo gewijde kerk werd gebouwd van 1858-1862, naar ontwerp van Albert Debayser. Hij werd gebouwd voor de havenwijk Capécure.
De kerk werd in 1940 in brand gestoken door de Duitsers en wat er van overbleef werd in 1944 door de Britten gebombardeerd.
Naar ontwerp van Yves Laloy werd een nieuwe kerk gebouwd op 500 meter afstand van de voorganger. De werkzaamheden duurden van 1955-1959.

## Gebouw
Het gebouw is kenmerkend voor de wederopbouwperiode en is in de stijl van het naoorlogs modernisme. De zaalkerk wordt overdekt door een zadeldak, en de binnenruimte is 13 meter hoog. Loodrecht op het schip is een kapel gebouwd, en in de L-vormige plattegrond, waardoor twee zijden van een kloostergang worden gevormd, gewijd aan Onze-Lieve-Vrouw van Fatima.
De voorgevel toont een gelijkzijdige driehoek, waarin de vensters, in beton gevat, eveneens gelijkzijdige driehoeken vormen.
De losstaande klokkentoren, evenals de kerk bekleed met natuursteenblokken, is door een overdekte gang met het gebouw verbonden.